# Europa Clipper

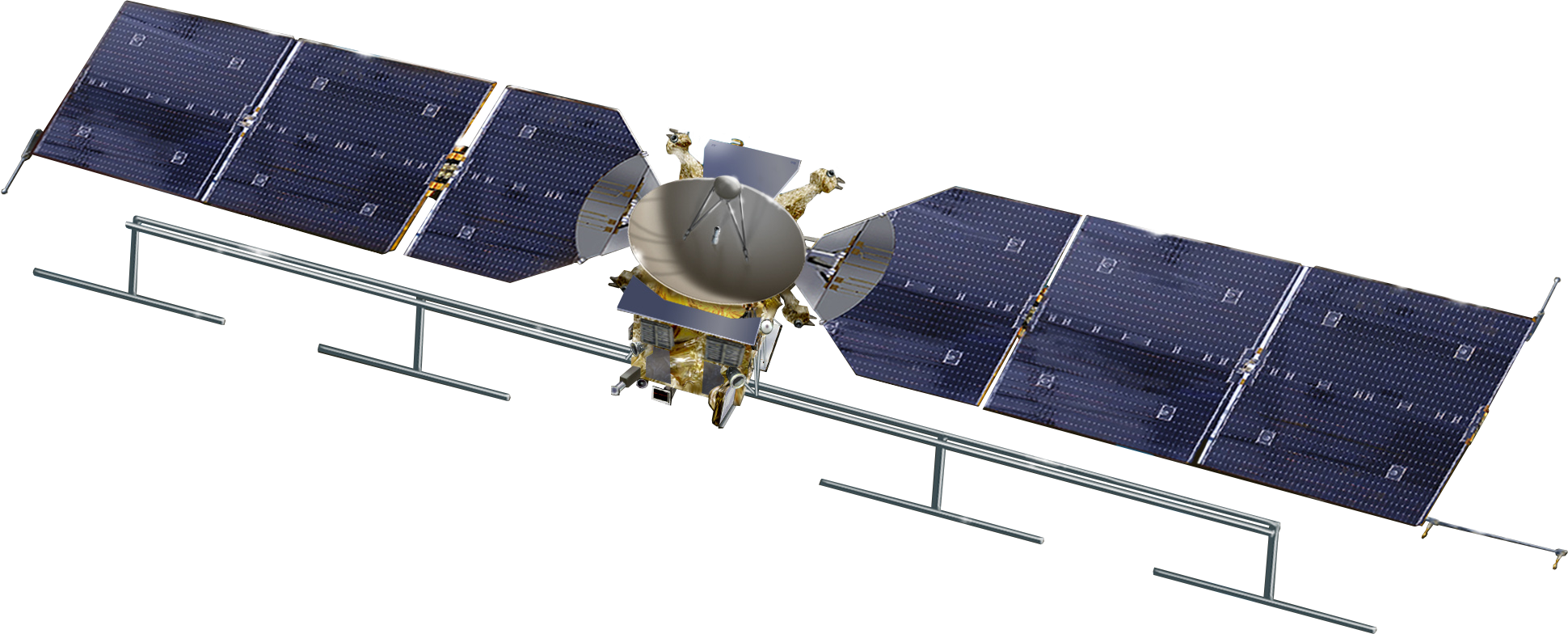
Dibuix de la sonda

La missió interplanetària Europa Clipper o Europa Multiple-Flyby Mission (en anglès, Missió de sobrevols d'Europa) és un projecte espacial desenvolupat per la NASA, amb l'objectiu d'estudiar el satèl·lit Europa, mitjançant una sèrie de sobrevols, mentre la sonda gira al voltant del planeta Júpiter. El satèl·lit Europa ha estat identificat com un dels llocs del Sistema solar amb possibilitats de contenir vida extraterrestre microbiana.
La sonda interplanetària es va enlairar el 14 d'octubre de 2024, a bord del coet de SpaceX Falcon Heavy, i s'espera que arribi al sistema de Júpiter el 2030.
La missió continua els estudis realitzats per la sonda espacial Galileu durant els vuit anys en què va orbitar al voltant de Júpiter, els quals van permetre determinar l'existència d'un oceà sota la superfície d'Europa. Els plans per a enviar una sonda a Europa van ser concebuts inicialment amb projectes com ara Europa Orbiter i Jupiter Icy Moons Orbiter, en què una sonda espacial seria col·locada orbitant Europa. No obstant això, aquests plans van ser descartats a causa del fort impacte en l'òrbita d'Europa que té la radiació emesa per la magnetosfera de Júpiter, per això es va decidir que resultaria més segur col·locar la sonda en una òrbita al voltant de Júpiter i dur a terme diversos sobrevols a baixa altura d'aquesta lluna. Aquesta missió va ser denominada originalment Europa Clipper i va començar com un projecte conjunt entre el Jet Propulsion Laboratory i el Applied Physics Laboratory.
La sonda ha estat acoblada i construïda per portar un equipament científic de nou instruments proveïts per JPL, APL, Southwest Research Institute, Universitat de Texas, Arizona State University i la Universitat de Colorado a Boulder. Per arribar a Júpiter s'han estudiat dues estratègies diferents: la primera utilitzaria un coet Atlas V 551 per llançar la sonda espacial en una trajectòria que necessitaria diverses assistències gravitatòries de la Terra i de Venus, mentre que la segona faria servir el Space Launch System per llançar la sonda espacial directament cap a Júpiter.

## Objectius

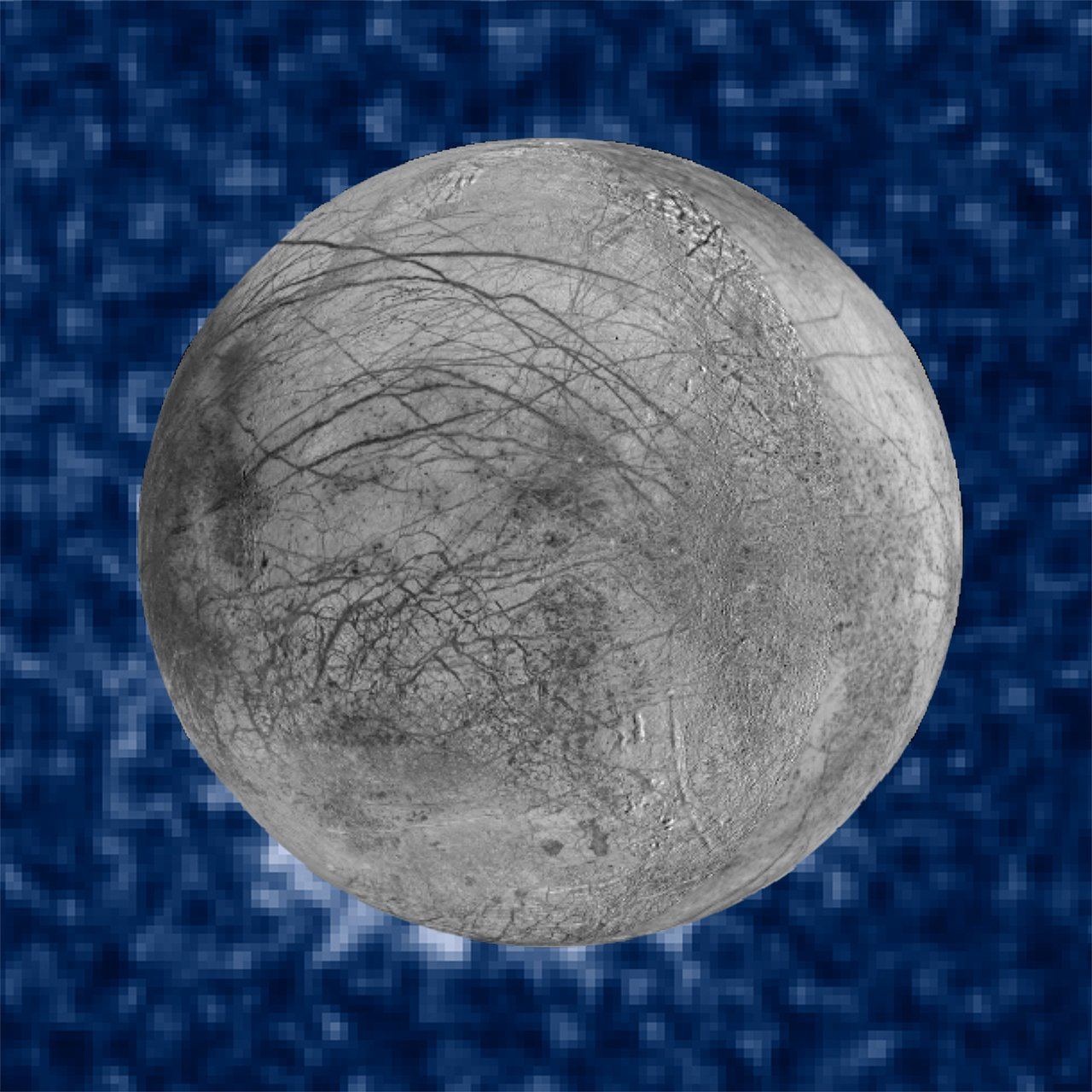
La foto composta de suposades erupcions d'aigua a Europa

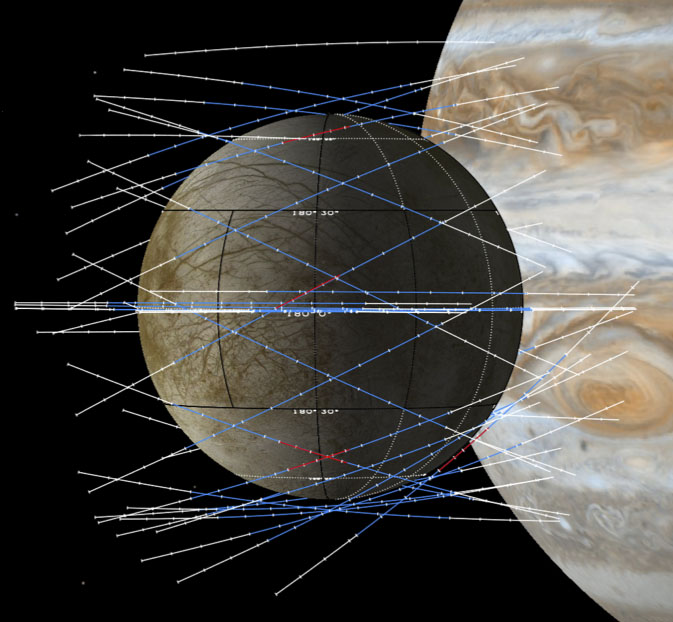
El concepte d'aconseguir la cobertura global-regional d'Europa durant successius sobrevols

Els objectius de la missió Europa Clipper són explorar la lluna Europa de Júpiter, investigar la seva habitabilitat i ajudar en la selecció d'un lloc d'allunatge proposat per un futur mòdul de descens que pugui allunar-hi. Aquesta exploració està enfocada a entendre els tres ingredients essencials necessaris per a l'existència de vida: aigua líquida, química i energia. De forma específica, els objectius són estudiar:
- La coberta de gel i l'oceà: confirmar la seva existència i estudiar les característiques de la naturalesa de l'aigua que pugui haver-hi dins o sota el gel, i estudiar els processos d'intercanvi superfície-gel-oceà.
- Composició: estudiar la distribució i la química dels components clau i els lligams que pugui haver-hi amb la composició de l'oceà.
- Geologia: estudiar les característiques i la formació de la seva superfície, incloent els llocs amb activitat actual o recent.

### Estratègia

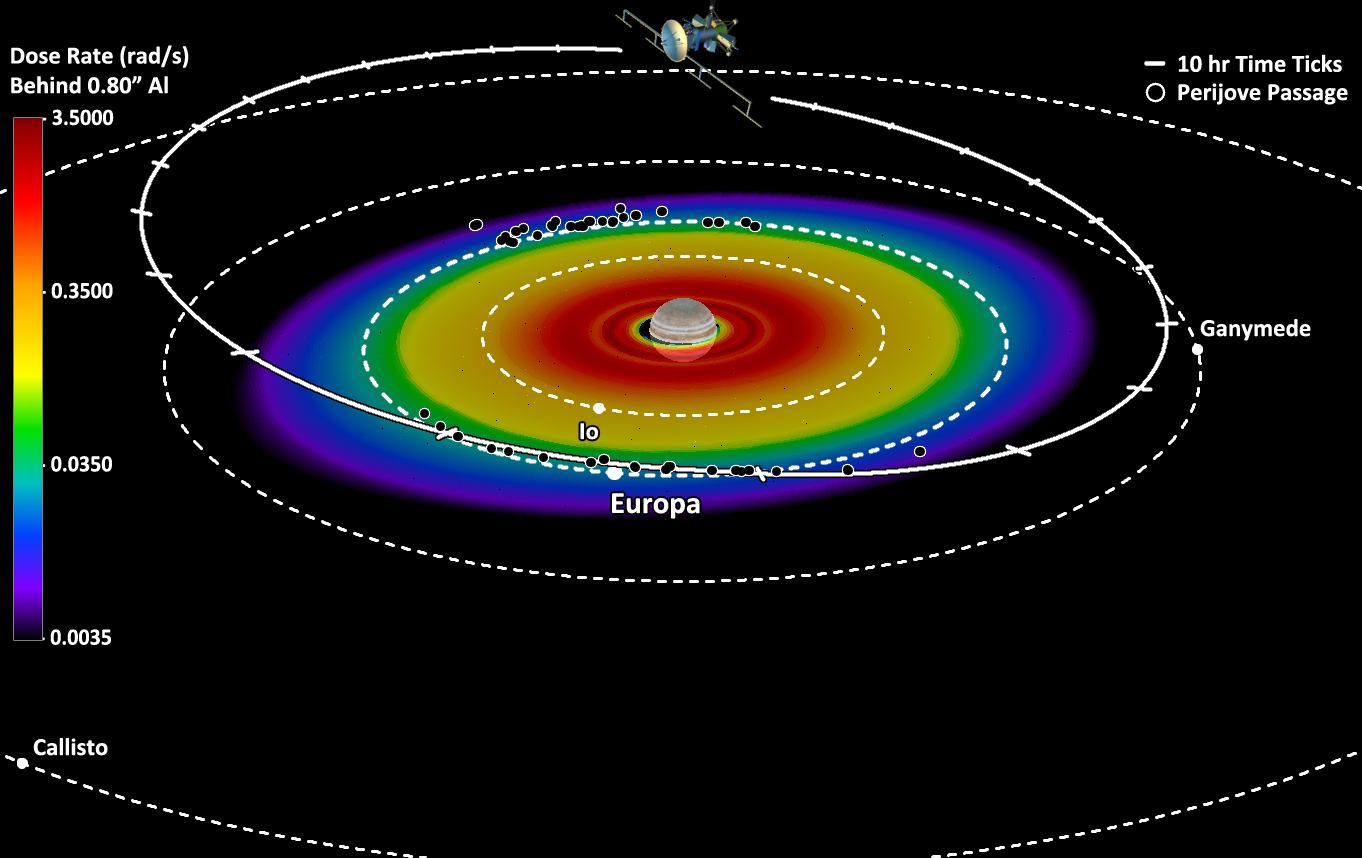
Una àmplia òrbita de Júpiter amb diversos sobrevols d'Europa minimitzarà l'exposició a la radiació i augmentarà la transferència de dades.

Pel fet que Europa es trobi ben bé dins dels intensos camps de radiació que envolten Júpiter, fins i tot una nau reforçada per fer front a aquesta radiació que se situï prop de la seva òrbita podria ser funcional només durant uns pocs mesos. La majoria dels instruments poden recollir dades molt més ràpidament que les que el sistema de comunicacions pot transmetre a la Terra degut al nombre limitat d'antenes disponibles sobre la Terra per rebre les dades científiques. Per tant, un factor limitatiu clau per fer ciència per un orbitador espacial a Europa és el temps disponible per retornar dades a la Terra. En canvi, la quantitat de temps durant el qual els instruments poden fer observacions properes és menys important. Els estudis dels científics del Jet Propulsion Laboratory (Laboratori de Propulsió a Jet) mostren que, realitzant diversos sobrevols amb molts més mesos de retorn d'informació, la missió Europa Clipper podria efectuar les mesures més importants de la cancel·lada missió Jupiter Europa Orbiter, amb un cost que no arribaria a la meitat del que s'havia previst per a la missió orbital. Entre cadascun d'aquests sobrevols, la nau espacial tindria entre set i deu dies per transmetre les dades emmagatzemades durant cada breu trobada. Això deixaria a la nau fins a un any de temps per transmetre les seves dades comparat amb els només trenta dies que disposaria un orbitador espacial. El resultat seria quasi tres vegades més dades retornades a la Terra, reduint al mateix temps el període d'exposició a la radiació provinent de Júpiter. Europa Clipper no orbitarà Europa però, en canvi, orbitarà Júpiter a una distància prudent i efectuarà 44 sobrevols d'Europa, a diverses altituds, des de 25 a 2.700 km, durant els seus 3 anys i mig de durada prevista de la missió. Un factor clau és que Europa Clipper podria fer ús de l'assistència gravitatòria d'Europa, Ganímedes i Cal·listo per canviar la seva trajectòria, permetent que en cada sobrevol la nau espacial retorni a un diferent punt d'aproximació propera a Europa. Així, cada sobrevol podria cobrir un sector diferent d'Europa per aconseguir un estudi topogràfic global de qualitat mitjana, que inclouria mesures sobre el gruix del gel que forma la seva superfície.